# 잉어킹
잉어킹(Magikarp, 일본어: コイキング 고이킨구[*])은 포켓몬스터 시리즈에 등장하는 가공의 캐릭터(몬스터)이다.

## 특징
잉어의 모습을 한 포켓몬. 빨간 몸에 긴 수염이 특징이며, 힘도 스피드도 없고 단지 팔딱팔딱 뛰기밖에 할 수 없다. 할 수 있는 재주도 없으며 헤엄도 제대로 못치기 때문에 유속이 빠른 물살에서는 그냥 흘러가버린다. 가끔 힘내서 물 밖으로 튀어오르는 경우가 있지만 고작 1m 수준이다. 몸은 단단한 비늘로 덮여있지만 속은 비어있어 먹을 수 없다. 왕관 모양의 지느러미를 가졌다. 갸라도스로 진화하면 뇌세포가 돌연변이를 일으켜 강력하고 흉포한 포켓몬으로 성장한다.

## 게임에서의 잉어킹
《포켓몬스터 적·녹청·피카츄》, 《포켓몬스터 파이어 레드·리프 그린》에서는 레벨 5의 잉어킹을 500원에 구입할 수 있다.
게임상 어느 물가에서나 「낡은낚시대」를 사용하면 출현한다. 레벨이 낮을 때는 아무 효과도 없는 「튀어오르기」 기술밖에 사용 못하며, 레벨이 올라도 배우는 기술은 「몸통박치기」와 「바둥바둥」밖에 없다. 기술머신으로 기술을 배울 수도 없다. 레벨 20에 갸라도스로 진화한다.
《포켓몬스터Pt 기라티나》에서는 리조트 에리어에서 「대단한낚시대」를 사용하면 레벨 20~100의 개체를 낚을 수 있다. 기술 도우미에게 「뛰어오르다」기술을 배울 수도 있다.

《포켓몬스터 소드실드》에서는 낚시해서 잡을 수 있고 뛰어오르다, 하이드로펌프 등 다양한 기술을 배울수 있다.

《LEGEND아르세우스》에서는 기술 바둥바둥밖에 사용을 못한다.

## 애니메이션에서의 잉어킹
《포켓몬스터》1화에서 갸라도스와 함께 등장.
《포켓몬스터》15화에서 로이가 잉어킹 장사꾼에게 속아서 잉어킹을 구입한다. 16화에서 표류하여 음식이 부족했을 때, 나옹이 잉어킹을 먹으려고 했지만 딱딱한 비늘 때문에 나옹의 이빨이 빠졌다. 그 후, 로이에게 차였을 때, 갸라도스로 진화하여 지우 일행과 로켓단을 날려버린다.
《포켓몬스터 DP》21화에서는 잉어킹을 잉어킹인채 기르고 있는 여성 트레이너가 등장한다. 잉어킹이지만 매우 강해서 빛나의 팽도리를 쓰러뜨리기도 했다.
《포켓몬스터W》에서 일반 잉어킹과 거대한 주인 잉어킹을 포획한다. 이후 26화에서 잉어킹 점프대회에서 준우승을 한다.

## 기타
《포켓몬스터 스페셜》에서 이수재가 사용한다.

## 같이 보기
- 포켓몬스터
- 포켓몬의 목록